# Мазюкевич Володимир Петрович
Володимир Петрович Мазюкевич (2 березня 1876 — † ?) — полковник Армії УНР.

## Життєпис
Походив з дворян Києва. Закінчив 3-тю Київську гімназію.

### На службі РІА
Закінчив Чугуївське піхотне юнкерське училище за 2-м розрядом (1899), вийшов підпрапорщиком до 132-го піхотного Бендерського полку (Київ), у складі якого у 1905—1909 рр. перебував у відрядженні на Кавказі для придушення революційних виступів.
У 1914 р. старший ад'ютант штабу 33-ї піхотної дивізії. Під час Першої світової війни був поранений. Нагороджений усіма орденами до Святого Володимира IV ступеня. З березня 1917 р. обіймав посади старшого ад'ютанта та в. о. начальника штабу 42-ї піхотної дивізії. Останнє звання у російській армії — підполковник.

### На службі УНР
З 03.01.1918 р. — помічник начальника штабу військових формувань  Центральної Ради, очолюваних Ю. Капканом, і помічник начальника штабу Особливого коменданта Києва. З 8 березня 1918 р. — начальник господарчого відділу Головної шкільної управи Військового міністерства УНР, згодом — Української Держави.
З 26 грудня 1918 р. до 9 квітня 1919 р. — вартовий отаман Південно-Західного (він же — Холмсько-Галицький) фронту Дієвої армії УНР. У червні 1919 р. потрапив у польський полон.
З 18 травня 1920 р. — начальник штабу 7-ї запасної бригади, а з 12 липня 1920 р. — начальник 7-ї запасної бригади Армії УНР. З 17 серпня 1920 р. — начальник штабу командувача запасних військ Армії УНР. З 12 вересня 1920 р. — начальник штабу 1-ї Кулеметної дивізії Армії УНР. З 9 серпня 1921 р. — начальник штабу 1-ї Запорізької дивізії Армії УНР.
У 1920—30-х рр. жив на еміграції у Польщі. Подальша доля невідома.